# 顺式二氯二(2,2'-联吡啶)合钌(II)
顺式二氯二(2,2'-联吡啶)合钌(II)是一种配位化合物，化学式为RuCl2(bipy)2，它是一种深绿色的抗磁性固体，是很多钌配合物的前体。它的多种水合物晶体是已知的。

## 合成与结构
顺式二氯二(2,2'-联吡啶)合钌(II)可由三氯化钌的DMF溶液和2,2'-联吡啶反应得到。
它具有八面体配位几何构型，并仅以手性顺式异构体的形式存在。其Ru(III)盐是已知的。